# 品川真寛
品川 真寛（しながわ まさひろ、1982年2月15日 - ）は、京都府出身の自転車競技（ロードレース）選手。

## 来歴
京都学園高等学校、クラブアングル、ミヤタスバルを経て、2003年に日本舗道に加入。
2004年、ミヤタスバルに復帰。
2005年、オランダ籍のシマノ＝メモリー・コープ（後のスキル・シマノ）に移籍した。
2006年、パリ〜ルーベ日本人初出場。
2008年、愛三工業レーシングチームに移籍。
- ツール・ド・おきなわ 総合5位

2009年
- ツール・ド・熊野 総合4位
- ジャパンカップ 16位

2010年
- ツアー・オブ・イーストジャワ 総合7位
- 熊本国際ロード 6位
- ジャパンカップ 13位
- ツール・ド・おきなわ 総合5位

2011年
- ツール・ド・熊野 総合5位

2012年
- ジャパンカップサイクルロードレース 11位

2015年
- MTB 全日本選手権 エリート  10位

2016年
- MTB 全日本選手権 マスターズ 2位

2017年
- MTB 全日本選手権 マスターズ 1位